# 埃斯巴赫湖

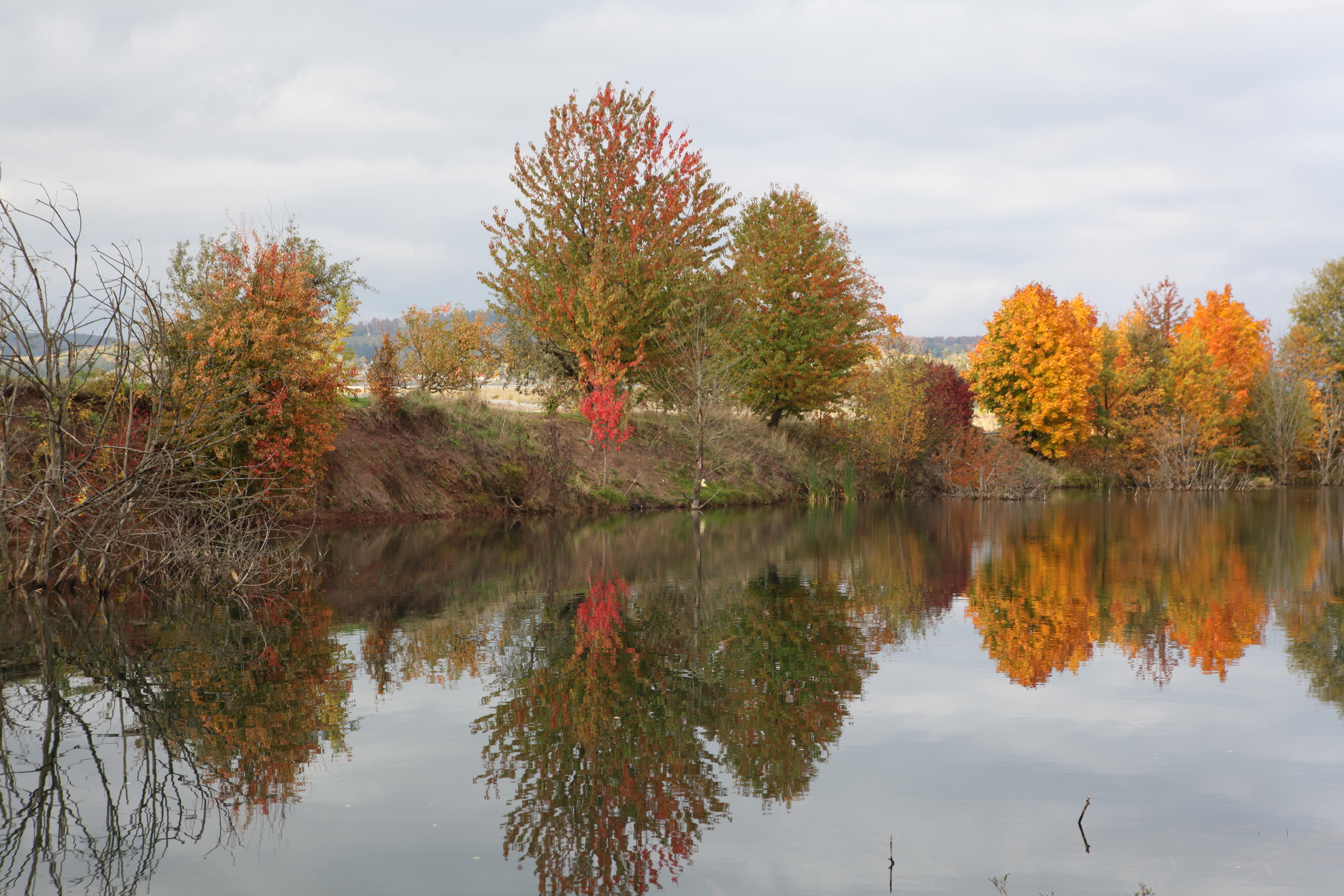

50°17′24″N 11°00′26″E / 50.289987°N 11.007250°E
埃斯巴赫湖（德語：Esbacher See），是德國的湖泊，位於該國東南部，由巴伐利亞州負責管轄，處於德夫萊斯-埃斯巴赫，面積0.06平方公里，海拔高度327米，最大水深40米。